# Daniel Josué de Kruijff
Daniel Josué de Kruijff (Leiden, 25 oktober 1797 – Wageningen, 7 december 1878) was een Nederlands burgemeester.

## Leven en werk
De Kruijff was een zoon van mr. Jan de Kruijff, vrederechter, en Martha Jacoba Luzac. Hij trouwde met Anna Alida Huijgens (1795-1834), na haar overlijden met zijn schoonzuster Debora Burgharda Johanna Alberta Huijgens (1793-1848) en ten slotte met Wilhelmina van der Hoek (1808-1892).
De Kruijff was controleur der directe belastingen, in- en uitgaande rechten en accijnzen in Herk-de-Stad, Eindhoven, Leiden, Boxmeer en Schoonhoven. In Schoonhoven was sinds het aftreden van Jan Cornelis van Limbeek in 1843 het burgemeestersambt vacant. De Kruijff kreeg bij koninklijk besluit van 12 maart 1846, nr 120 toestemming zijn functie als belastinginspecteur met het burgemeesterschap te combineren, "onder zekere daarbij omschrevene bepalingen". Bij besluit van 11 mei 1852 kreeg hij eervol ontslag als burgemeester. 